# David Noble
David James Noble (ur. 2 lutego 1982 w Hitchin) – angielski piłkarz, obecnie gra w Rotherham United.

## Kariera sportowa
Karierę rozpoczynał w Arsenalu, z którym w 2000 roku zdobył FA Youth Cup. Został również wybrany najlepszym zawodnikiem finału tamtych rozgrywek. Swój pierwszy występ w seniorach zaliczył w czasie pobytu na wypożyczeniu w Watford. W 2003 trafił na zasadzie transferu definitywnego do zdegradowanego z Premiership West Hamu United. W West Hamie nie zdołał jednak przebić się do pierwszego składu i w kolejnym sezonie występował już w Boston United.
W styczniu 2006 został wypożyczony do Bristol City. Po udanym sezonie klub zdecydował się na transfer definitywny tego zawodnika.